# Horváth András (építész)
Horváth András (Pécs, 1956. július 2. –) magyar építészmérnök, a Dél-dunántúli Építészkamara elnöke.

## Élete
1980-ban végzett építészmérnökként a Budapesti Műszaki Egyetemen. Előbb a DTV tervezője, 1988-tól a cég műteremvezetője. 1993-tól a PÉCSITERV Rt. igazgatóhelyettese volt. 1996-ban Patartics Zoránnal közös építész irodát nyitott, amelynek azóta is vezető tervezője, ügyvezetője. 1999-től 2020-ig Paks város főépítésze volt.

## Díjai, elismerései
- 1989-ben és 1999-ben Év Háza kitüntetés
- 2010-ben Év Főépítésze cím
- 2012-ben zengővárkonyi családi háza elnyerte az Év Háza különdíjat

## Művei
- Horváth és Patartics építészeti kiállítás, katalógus, Pécsi Kisgaléria, 1999. április 1. – május 2., 91 o., Horváth és Patartics Építész Iroda Kft., Pécs, 1999[1]

## Forrás
- Nem kell a határokat feszegetni! pecsma.hu